# Tephrosia kassasii
Tephrosia kassasii là một loài thực vật có hoa trong họ Đậu. Loài này được Boulos miêu tả khoa học đầu tiên.